# Château de Fertans
Le château de Fertans est un château du XVIIIe siècle inscrit aux monuments historiques, situé sur la commune de Fertans, dans le département français du Doubs.

## Histoire

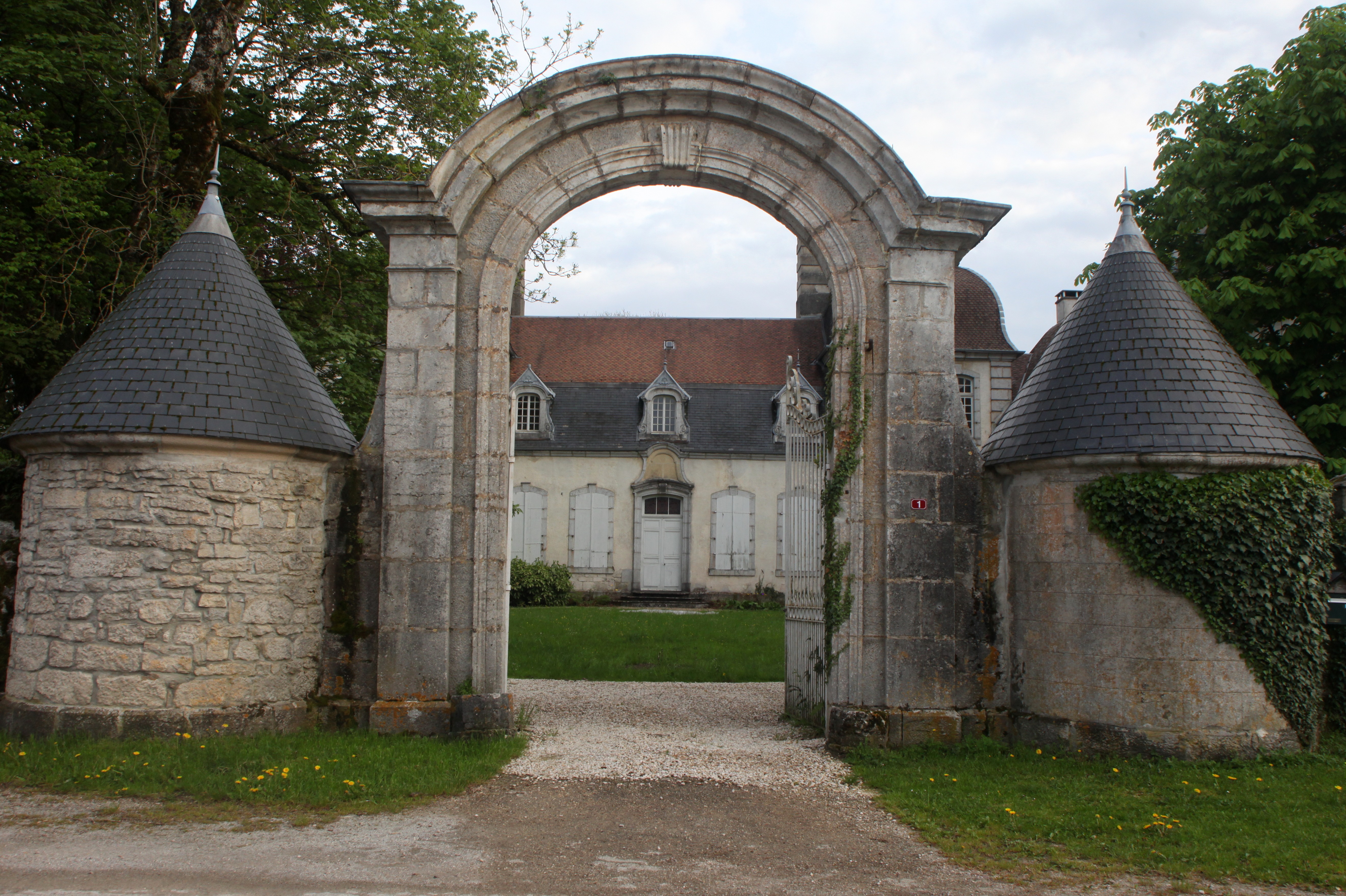
Portail du château.

Un premier château fut construit au XIIIe siècle et fut détruit pendant la guerre de Trente Ans en 1638. De cette époque, il ne reste que les vestiges de la partie Est. L'ensemble fut reconstruit au XVIIIe siècle par l’architecte Jean-Charles Colombot pour le comte de Fleury-Villayer. 
Le portail d'entrée et ses deux tours, les façades et toitures du château, la salle à manger et le grand salon au rez-de-chaussée font l’objet d’une inscription au titre des monuments historiques depuis le 11 juillet 1979.